# Anomalochromis thomasi
Anomalochromis — рід прісноводних риб родини цихлові, у наш час[коли?] складається лише з одноговиду риб — Anomalochromis thomasi (Boulenger 1915).

## Утримання в акваріумі
Рекомендовані умови утримання в акваріумі: температура 22-26°С, твердість dH 5-15°, кислотність pH 6-7.